# Buhre Avenue
Buhre Avenue – stacja początkowa metra nowojorskiego, na linii 6. Znajduje się w dzielnicy Bronx, w Nowym Jorku i zlokalizowana jest pomiędzy stacjami Pelham Bay Park i Middletown Road. Została otwarta 20 grudnia 1920.